# 肯·斯庫普斯基
肯·斯庫普斯基（英語：Ken Skupski；1983年4月9日—）是一位英格蘭網球運動員。他現在居住在利物浦，主要參加雙打比賽的賽事。他的弟弟尼爾·斯庫普斯基也是一位網球運動員。

## 外部連結
- 肯·斯庫普斯基（英文/西班牙文）的官方資料
- 30020424的國際網球總會 職業／青少年 官方資料（英文）
- 肯·斯庫普斯基的官方資料（英文）